# Johannes Baptist Müller
Johannes Müller auch Jean Baptist Müller, Jean Baptista Müller oder Johannes Baptist Müller (* 16. April 1806 in Mainz; † 18. Juni 1894 in Berlin) war ein deutscher Pharmakologe. Sein offizielles botanisches Autorenkürzel lautet „J. B. Müll.“

## Leben

### Herkunft und Familie
Johannes stammte aus einer Familie von Perückenmachern und Kaufleuten. Seine Eltern waren Christian Cyriak Müller (* 1775) und Catharina geb. Krimmel (* 1785). Er hatte zwei leibliche Brüder, Anton (* 1804) und Joseph (* 1807). Die Mutter verzog nach dem frühen Tod des Vaters nach Paderborn und ging 1813 dort eine zweite Ehe ein.
Er selbst vermählte sich mit Henriette von Raschkauw (1828–1911) mit der er bis zu seinem Lebensende in Berlin lebte.

### Werdegang
Müller besuchte für fünf Jahre bis zum Abitur 1820 das Gymnasium Theodorianum und absolvierte im Anschluss beim Hofapotheker Franz Anton Cramer (1776‒1829) für vier Jahre eine Apothekerlehre. Hiernach schrieb er sich an der Ruprecht-Karls-Universität Heidelberg ein. Nach weiteren Ausbildungsstationen bei verschiedenen Apothekern und einer zwischenzeitlichen botanischen Studienreise nach Bern, studierte ab November 1829 drei Semester Pharmazie in Berlin. Nach dem Staatsexamen zum Apotheker 1. Klasse durchlief Müller einige Anstellungen, war Inhaber verschiedener Apotheken sowie Waldeckscher Medizinalrat und ließ sich schließlich 1848 in Berlin endgültig als Apothekenbesitzer nieder.
Im Juni 1841 wurde er an der Universität Jena zum Dr. phil. promoviert. Ein Ersuchen Müllers um Habilitation 1842 an die Universität Gießen kam letztlich nicht zum Tragen. In Berlin untersagte man ihm zudem polizeilich, sich als Medizinalrat zu bezeichnen. Gleichwohl gehörte er nach Johann Christian Poggendorff (1796‒1877) zu den Ersten, die erhöhten Zucker im Blut von Diabetikern nachgewiesen haben.
Müller war in etlichen in- und ausländischen naturwissenschaftlichen Gesellschaften sowie Apothekervereinen als (Ehren-)Mitglied und auch als leitender Funktionär tätig gewesen. Am 15. Oktober 1847 wurde er mit dem Beinamen Dieffenbach zum Mitglied (Matrikel-Nr. 1583) der Leopoldina gewählt. 1860 wurde er auswärtiges Mitglied der Gesellschaft für nordische Altertumskunde in Kopenhagen und (bzw. 1862) korrespondierendes Mitglied der Gesellschaft für Geschichte und Altertumskunde der Ostseeprovinzen Russlands sowie Ehrenmitglied des Naturwissenschaftlichen Vereins des Harzes. Er war ebenfalls Ehrendirektor des Apothekervereins von Norddeutschland.

### Werke
Von Johannes Müller sind zahlreiche Veröffentlichungen, darunter auch Übersetzungen aus dem Holländischen und Französischen bekannt.
- Ueber Essigbereitung. 1836, doi:10.1002/ardp.18360560128
- Chemische Untersuchung von Tropaeolum majus. In: Archiv der Pharmacie 64, S. 263‒265, Hannover 1838. (Digitalisat) auf Google Books
- Beschreibung der Insel Java nach den Berichten R. J. L. Kussendragers und andern neuen Quellen. Aus dem Holländischen frei bearbeitet von Johannes Müller. Berlin: E. Gross, 1860. (Digitalisat)